# Testikelinflammation
Testikelinflammation, orkit, är en inflammation i en eller båda testiklarna. Ofta förekommer det tillsammans med en samtidigt inflammation i bitestiklarna (epididymit), och tillståndet kallas då epididymo-orkit. De vanligaste orsakerna är infektioner, antingen i form av sexuellt överförbara sjukdomar, urinvägsinfektioner eller vissa andra sjukdomsalstrande mikroorganismer (t ex påssjukevirus), autoimmunitet samt som biverkning till vissa läkemedel. Symptomen är ofta gradvis påkommande ömhet, svullnad och smärta samt eventuellt också flytningar från urinrörsmynningen och feber. Behandlingen beror på vad som orsakat sjukdomen.